# Seznam ministrskih predsednikov Italijanske republike
Seznam ministrskih predsednikov Italijanske republike vsebuje imena in leta mandata ministrskih predsednikov Italijanske republike: 

## Seznam
| Ministrski predsednik (rojstvo-smrt) | Ministrski predsednik (rojstvo-smrt) | Ministrski predsednik (rojstvo-smrt) | Mandat            | Mandat            | Stranka                           | Vlada in sestavek                                                         | Vlada in sestavek | Legislatura (volitve)                                | Predsednik Republike                       |
| Ministrski predsednik (rojstvo-smrt) | Ministrski predsednik (rojstvo-smrt) | Ministrski predsednik (rojstvo-smrt) | Začetek           | Konec             | Stranka                           | Vlada in sestavek                                                         | Vlada in sestavek | Legislatura (volitve)                                | Predsednik Republike                       |
| ------------------------------------ | ------------------------------------ | ------------------------------------ | ----------------- | ----------------- | --------------------------------- | ------------------------------------------------------------------------- | --- | ---------------------------------------------------- | ------------------------------------------ |
| 1                                    |                                      | Alcide De Gasperi (1881-1954)        | 14. julij 1946    | 2. februar 1947   | Krščanska demokracija             | De Gasperi II.                                                            | Comitato di Liberazione NazionaleDC-PSIUP-PCI-PRI                                                                                     | AC (1946)                                            | Enrico De Nicola (1946-1948)               |
| 1                                    | 2. februar 1947                      | Alcide De Gasperi (1881-1954)        | 1. julij 1947     | De Gasperi III.   | Krščanska demokracija             | Comitato di Liberazione NazionaleDC-PCI-PSI-PDL                           | | AC (1946)                                            | Enrico De Nicola (1946-1948)               |
| 1                                    | 1. junij 1947                        | Alcide De Gasperi (1881-1954)        | 24. maj 1948      | De Gasperi IV.    | Krščanska demokracija             | CentrismoDC-PSLI-PLI-PRI                                                  | | AC (1946)                                            | Enrico De Nicola (1946-1948)               |
| 1                                    | 24. maj 1948                         | Alcide De Gasperi (1881-1954)        | 27. januar 1950   | De Gasperi V.     | Krščanska demokracija             | CentrismoDC-PSLI-PLI-PRI                                                  | I. (1948) | Luigi Einaudi (1948-1955)                            |                                            |
| 1                                    | 27. januar 1950                      | Alcide De Gasperi (1881-1954)        | 26. julij 1951    | De Gasperi VI.    | Krščanska demokracija             | CentrismoDC-PSLI-PRI                                                      | I. (1948) | Luigi Einaudi (1948-1955)                            |                                            |
| 1                                    | 26. julij 1951                       | Alcide De Gasperi (1881-1954)        | 16. julij 1953    | De Gasperi VII.   | Krščanska demokracija             | CentrismoDC-PRI                                                           | I. (1948) | Luigi Einaudi (1948-1955)                            |                                            |
| 1                                    | 16. julij 1953                       | Alcide De Gasperi (1881-1954)        | 17. avgust 1953   | De Gasperi VIII.  | Krščanska demokracija             | DC                                                                        | II. (1953) | Luigi Einaudi (1948-1955)                            |                                            |
| 2                                    |                                      | Giuseppe Pella (1902-1981)           | 17. avgust 1953   | 19. januar 1954   | Krščanska demokracija             | Pella                                                                     | II. (1953) | Luigi Einaudi (1948-1955)                            | DC-Ind.con l'appoggio esterno di PLI e PNM |
| 3                                    |                                      | Amintore Fanfani (1908-1999)         | 19. januar 1954   | 10. februar 1954  | Krščanska demokracija             | Fanfani I.                                                                | II. (1953) | Luigi Einaudi (1948-1955)                            | DC                                         |
| 4                                    |                                      | Mario Scelba (1901-1991)             | 10. februar 1954  | 6. julij 1955     | Krščanska demokracija             | Scelba                                                                    | II. (1953) | Luigi Einaudi (1948-1955)                            | CentrismoDC-PSDI-PLI                       |
| 5                                    |                                      | Antonio Segni (1891-1972)            | 6. julij 1955     | 20. maj 1957      | Krščanska demokracija             | Segni I.                                                                  | II. (1953) | CentrismoDC-PSDI-PLI                                 | Giovanni Gronchi (1955-1962)               |
| 6                                    |                                      | Adone Zoli (1887-1960)               | 20. maj 1957      | 2. julij 1958     | Krščanska demokracija             | Zoli                                                                      | II. (1953) | DCcon l'appoggio esterno di:PLI-PRI-PSDI-PNM-PMP-MSI | Giovanni Gronchi (1955-1962)               |
| (3)                                  |                                      | Amintore Fanfani (1908-1999)         | 2. julij 1958     | 16. februar 1959  | Krščanska demokracija             | Fanfani II.                                                               | CentrismoDC-PSDI | III. (1958)                                          | Giovanni Gronchi (1955-1962)               |
| (5)                                  |                                      | Antonio Segni (1891-1972)            | 16. februar 1959  | 26. marec 1960    | Krščanska demokracija             | Segni II.                                                                 | DCcon l'appoggio esterno di:PLI-PNM-PMP-MSI                                                                                           | III. (1958)                                          | Giovanni Gronchi (1955-1962)               |
| 7                                    |                                      | Fernando Tambroni (1901-1963)        | 26. marec 1960    | 27. julij 1960    | Krščanska demokracija             | Tambroni                                                                  | DCcon l'appoggio esterno di MSI e PDI                                                                                                 | III. (1958)                                          | Giovanni Gronchi (1955-1962)               |
| (3)                                  |                                      | Amintore Fanfani (1908-1999)         | 27. julij 1960    | 22. februar 1962  | Krščanska demokracija             | Fanfani III.                                                              | DC | III. (1958)                                          | Giovanni Gronchi (1955-1962)               |
| (3)                                  | 22. februar 1962                     | Amintore Fanfani (1908-1999)         | 22. junij 1963    | Fanfani IV.       | Krščanska demokracija             | CentrismoDC-PSDI-PRIcon l'appoggio esterno del PSI                        | | III. (1958)                                          | Giovanni Gronchi (1955-1962)               |
| (3)                                  | 22. februar 1962                     | Amintore Fanfani (1908-1999)         | 22. junij 1963    | Fanfani IV.       | Krščanska demokracija             | CentrismoDC-PSDI-PRIcon l'appoggio esterno del PSI                        | Antonio Segni (1962-1964) | III. (1958)                                          |                                            |
| 8                                    |                                      | Giovanni Leone (1908-2001)           | 22. junij 1963    | 5. december 1963  | Krščanska demokracija             | Leone I.                                                                  | DC | IV. (1963)                                           |                                            |
| 9                                    |                                      | Aldo Moro (1916-1978)                | 5. december 1963  | 23. junij 1964    | Krščanska demokracija             | Moro I.                                                                   | Centro-sinistra "organico"DC-PSI-PSDI-PRI                                                                                             | IV. (1963)                                           |                                            |
| 9                                    | 23. julij 1964                       | Aldo Moro (1916-1978)                | 24. februar1966   | Moro II.          | Krščanska demokracija             |                                                                           | Centro-sinistra "organico"DC-PSI-PSDI-PRI                                                                                             | IV. (1963)                                           |                                            |
| 9                                    | 24. februar 1966                     | Aldo Moro (1916-1978)                | 25. junij 1968    | Moro III.         | Krščanska demokracija             | Giuseppe Saragat (1964-1971)                                              | Centro-sinistra "organico"DC-PSI-PSDI-PRI                                                                                             | IV. (1963)                                           |                                            |
| (8)                                  |                                      | Giovanni Leone (1908-2001)           | 25. junij 1968    | 13. december 1968 | Krščanska demokracija             | Giuseppe Saragat (1964-1971)                                              | Leone II. | DC                                                   | V. (1968)                                  |
| 10                                   |                                      | Mariano Rumor (1915-1990)            | 13. december 1968 | 6. avgust 1969    | Krščanska demokracija             | Giuseppe Saragat (1964-1971)                                              | Rumor I. | Centro-sinistra "organico"DC-PSU-PRI                 | V. (1968)                                  |
| 10                                   | 6. avgust 1969                       | Mariano Rumor (1915-1990)            | 28. marec 1970    | Rumor II.         | Krščanska demokracija             | Giuseppe Saragat (1964-1971)                                              | DC |                                                      | V. (1968)                                  |
| 10                                   | 28. marec 1970                       | Mariano Rumor (1915-1990)            | 6. avgust 1970    | Rumor III.        | Krščanska demokracija             | Giuseppe Saragat (1964-1971)                                              | Centro-sinistra "organico"DC-PSI-PSDI-PRI                                                                                             |                                                      | V. (1968)                                  |
| 11                                   |                                      | Emilio Colombo (1920-2013)           | 6. avgust 1970    | 18. februar 1972  | Krščanska demokracija             | Giuseppe Saragat (1964-1971)                                              | Colombo | Centro-sinistra "organico"DC-PSI-PSDI-PRI            | V. (1968)                                  |
| 12                                   |                                      | Giulio Andreotti (1919-2013)         | 18. februar 1972  | 26. junij 1972    | Krščanska demokracija             | Andreotti I.                                                              | DC | Giovanni Leone (1971-1978)                           | V. (1968)                                  |
| 12                                   | 26. junij 1972                       | Giulio Andreotti (1919-2013)         | 8. julij 1973     | Andreotti II.     | Krščanska demokracija             | CentrismoDC-PSDI-PLI                                                      | VI. (1972) | Giovanni Leone (1971-1978)                           |                                            |
| (10)                                 |                                      | Mariano Rumor (1915-1990)            | 8. julij 1973     | 15. marec 1974    | Krščanska demokracija             | Rumor IV.                                                                 | VI. (1972) | Giovanni Leone (1971-1978)                           | Centro-sinistra "organico"DC-PSI-PSDI-PRI  |
| (10)                                 | 15. marec 1974                       | Mariano Rumor (1915-1990)            | 23. november 1974 | Rumor V.          | Krščanska demokracija             | Centro-sinistra "organico"DC-PSI-PSDI                                     | VI. (1972) | Giovanni Leone (1971-1978)                           |                                            |
| (9)                                  |                                      | Aldo Moro (1916-1978)                | 23. november 1974 | 12. februar 1976  | Krščanska demokracija             | Moro IV.                                                                  | VI. (1972) | Giovanni Leone (1971-1978)                           | CentrismoDC-PRI                            |
| (9)                                  | 12. februar 1976                     | Aldo Moro (1916-1978)                | 30. julij 1976    | Moro V.           | Krščanska demokracija             | DC                                                                        | VI. (1972) | Giovanni Leone (1971-1978)                           |                                            |
| (12)                                 |                                      | Giulio Andreotti (1919-2013)         | 30. julij 1976    | 13. marec 1978    | Krščanska demokracija             | Andreotti III.                                                            | DCcon l'appoggio esterno del PCI | Giovanni Leone (1971-1978)                           | VII. (1976)                                |
| (12)                                 | 13. marec 1978                       | Giulio Andreotti (1919-2013)         | 21. marec 1979    | Andreotti IV.     | Krščanska demokracija             |                                                                           | DCcon l'appoggio esterno del PCI | Giovanni Leone (1971-1978)                           | VII. (1976)                                |
| (12)                                 | 21. marec 1979                       | Giulio Andreotti (1919-2013)         | 5. avgust 1979    | Andreotti V.      | Krščanska demokracija             | CentrismoDC-PSDI-PRI                                                      | Sandro Pertini (1978-1985) |                                                      | VII. (1976)                                |
| 13                                   |                                      | Francesco Cossiga (1928-2010)        | 5. avgust 1979    | 4. april 1980     | Krščanska demokracija             | Cossiga I.                                                                | Sandro Pertini (1978-1985) | CentrismoDC-PSDI-PLI                                 | VIII. (1979)                               |
| 13                                   | 4. april 1980                        | Francesco Cossiga (1928-2010)        | 18. oktober 1980  | Cossiga II.       | Krščanska demokracija             | Centro-sinistra "organico"DC-PSI-PRI                                      | Sandro Pertini (1978-1985) |                                                      | VIII. (1979)                               |
| 14                                   |                                      | Arnaldo Forlani (1925-2023)          | 18. oktober 1980  | 28. junij 1981    | Krščanska demokracija             | Forlani                                                                   | Sandro Pertini (1978-1985) | Centro-sinistra "organico"DC-PSI-PSDI-PRI            | VIII. (1979)                               |
| 15                                   |                                      | Giovanni Spadolini (1925-1994)       | 28. junij 1981    | 23. avgust 1982   | Italijanska republikanska stranka | Spadolini I.                                                              | Sandro Pertini (1978-1985) | PentapartitoDC-PSI-PSDI-PRI-PLI                      | VIII. (1979)                               |
| 15                                   | 23. avgust 1982                      | Giovanni Spadolini (1925-1994)       | 1. december 1982  | Spadolini II      | Italijanska republikanska stranka |                                                                           | Sandro Pertini (1978-1985) | PentapartitoDC-PSI-PSDI-PRI-PLI                      | VIII. (1979)                               |
| (3)                                  |                                      | Amintore Fanfani (1908-1999)         | 1. december 1982  | 4. avgust 1983    | Krščanska demokracija             | Fanfani V.                                                                | Sandro Pertini (1978-1985) | DC-PSI-PSDI-PLI con l'appoggio esterno del PRI       | VIII. (1979)                               |
| 16                                   |                                      | Bettino Craxi (1934-2000)            | 4. avgust 1983    | 1. avgust 1986    | Italijanska socialistična stranka | Craxi I.                                                                  | Sandro Pertini (1978-1985) | Pentapartito DC-PSI-PSDI-PRI-PLI                     | IX. (1983)                                 |
| 16                                   | 1. avgust 1986                       | Bettino Craxi (1934-2000)            | 18. april 1987    | Craxi II.         | Italijanska socialistična stranka | Francesco Cossiga (1985-1992)                                             | | Pentapartito DC-PSI-PSDI-PRI-PLI                     | IX. (1983)                                 |
| (3)                                  |                                      | Amintore Fanfani (1908-1999)         | 18. april 1987    | 29. julij 1987    | Krščanska demokracija             | Francesco Cossiga (1985-1992)                                             | Fanfani VI. | DC-Ind.                                              | IX. (1983)                                 |
| 17                                   |                                      | Giovanni Goria (1943-1994)           | 29. julij 1987    | 13. april 1988    | Krščanska demokracija             | Francesco Cossiga (1985-1992)                                             | Goria | Pentapartito DC-PSI-PSDI-PRI-PLI                     | X. (1987)                                  |
| 18                                   |                                      | Ciriaco De Mita (1928-2022)          | 13. april 1988    | 23. julij1989     | Krščanska demokracija             | Francesco Cossiga (1985-1992)                                             | De Mita | PentapartitoDC-PSI-PRI-PSDI-PLI                      | X. (1987)                                  |
| (12)                                 |                                      | Giulio Andreotti (1919-2013)         | 23. julj 1989     | 13. april 1991    | Krščanska demokracija             | Francesco Cossiga (1985-1992)                                             | Andreotti VI. | PentapartitoDC-PSI-PSDI-PRI-PLI                      | X. (1987)                                  |
| (12)                                 | 13. april 1991                       | Giulio Andreotti (1919-2013)         | 28. junij 1992    | Andreotti VII.    | Krščanska demokracija             | Francesco Cossiga (1985-1992)                                             | QuadripartitoDC-PSI-PSDI-PLI |                                                      | X. (1987)                                  |
| 19                                   |                                      | Giuliano Amato (1938-)               | 28. junij 1992    | 29. april 1993    | Italijanska socialistična stranka | Amato I.                                                                  | Quadripartito DC-PSI-PSDI-PLI | XI. (1992)                                           | Oscar Luigi Scalfaro (1992-1999)           |
| 20                                   |                                      | Carlo Azeglio Ciampi (1920-2016)     | 29. april 1993    | 11. maj 1994      | neodvisen                         | Ciampi                                                                    | DC-PSI-PDS-PSDI-PRI-PLI-FdV | XI. (1992)                                           | Oscar Luigi Scalfaro (1992-1999)           |
| 21                                   |                                      | Silvio Berlusconi (1936-2023)        | 11. maj 1994      | 17. januar 1995   | Naprej Italija                    | Berlusconi I.                                                             | Polo delle Libertà-Polo del Buon GovernoFI-LN-AN-CCD-UdC                                                                              | XII. (1994)                                          | Oscar Luigi Scalfaro (1992-1999)           |
| 22                                   |                                      | Lamberto Dini (1931-)                | 17. januar 1995   | 18. maj 1996      | neodvisen                         | Dini                                                                      | Governo tecnicocon l'appoggio esterno di:PDS-PPI-PSI-FdV-La Rete-CS-LN                                                                | XII. (1994)                                          | Oscar Luigi Scalfaro (1992-1999)           |
| 23                                   |                                      | Romano Prodi (1939-)                 | 18. maj 1996      | 21. oktober 1998  | neodvisen (leva sredina)          | Prodi I.                                                                  | L'UlivoPDS-PPI-UD-FdV-RI-SIcon l'appoggio esterno di:PRC-AD-MCU-PRI-PS-SR-SVP-La Rete-UV                                              | XIII. (1996)                                         | Oscar Luigi Scalfaro (1992-1999)           |
| 24                                   |                                      | Massimo D'Alema (1949-)              | 21. oktober 1998  | 22. december 1999 | Democratici di Sinistra           | D'Alema I.                                                                | L'UlivoDS-PPI-RI-SDI-FdV-PdCI-UDR-La Rete                                                                                             | XIII. (1996)                                         | Oscar Luigi Scalfaro (1992-1999)           |
| 24                                   | 22. december 1999                    | Massimo D'Alema (1949-)              | 26. april 2000    | D'Alema II.       | Democratici di Sinistra           | L'UlivoDS-PPI-Dem-UDEUR-SDI-FdV-RI-PdCI-UV                                | Carlo Azeglio Ciampi (1999-2006) | XIII. (1996)                                         |                                            |
| (19)                                 |                                      | Giuliano Amato (1938-)               | 26. april 2000    | 11. junij 2001    | neodvisen (leva sredina)          | Amato II.                                                                 | Carlo Azeglio Ciampi (1999-2006) | XIII. (1996)                                         | L'UlivoDS-PPI-Dem-FdV-PdCI-UDEUR-RI-SDI    |
| (21)                                 |                                      | Silvio Berlusconi (1936-2023)        | 11. junij 2001    | 23. april 2005    | Naprej Italija                    | Berlusconi II.                                                            | Carlo Azeglio Ciampi (1999-2006) | Casa delle LibertàFI-AN-LN-UDC-NPSI-PRI              | XIV. (2001)                                |
| (21)                                 | 23. april 2005                       | Silvio Berlusconi (1936-2023)        | 17. maj 2006      | Berlusconi III.   | Naprej Italija                    |                                                                           | Carlo Azeglio Ciampi (1999-2006) | Casa delle LibertàFI-AN-LN-UDC-NPSI-PRI              | XIV. (2001)                                |
| (23)                                 |                                      | Romano Prodi (1939-)                 | 17. maj 2006      | 8. maj 2008       | neodvisen (leva sredina)          | Prodi II.                                                                 | L'UnioneDS-DL/PD-PRC-RnP-PdCI-IdV-FdV-UDEUR-ISI-DCU-LpA-AL-SD-LD-MREcon l'appoggio esterno di:PDM-IdM-CU-UD-SVP-ALD-AISA-SC           | XV. (2006)                                           | Giorgio Napolitano (2006-2015)             |
| (21)                                 |                                      | Silvio Berlusconi (1936-2023)        | 8. maj 2008       | 16. november 2011 | Ljudstvo svobode                  | Berlusconi IV.                                                            | Centro-destraPdL-LN-MpA-CN-PT-FdS-DC                                                                                                  | XVI. (2008)                                          | Giorgio Napolitano (2006-2015)             |
| 25                                   |                                      | Mario Monti (1943)                   | 16. november 2011 | 28. april 2013    | neodvisen                         | Monti                                                                     | Governo tecnicocon l'appoggio esterno di:PdL-PD-UdC-FLI-ApI-RI-MpA-PID-PLI-PRI-LD-AdC-PSI-MAIE                                        | XVI. (2008)                                          | Giorgio Napolitano (2006-2015)             |
| 26                                   |                                      | Enrico Letta (1966)                  | 28. april 2013    | 22. februar 2014  | Demokratska stranka               | Letta                                                                     | Grande coalizionePD-PdL/NCD-SC-UdC-PpI-RIcon l'appoggio esterno di:PSI-SVP-PATT-USEI-MAIE-UV-CD-UpT-GAPP                              | XVII. (2013)                                         | Giorgio Napolitano (2006-2015)             |
| 27                                   |                                      | Matteo Renzi (1975)                  | 22. februar 2014  | 12. dicember 2016 | Demokratska stranka               | Renzi                                                                     | PD-NCD-SC-UdC-Demo.S-CD-PSIcon l'appoggio esterno di:ALA-SVP-PATT-UpT-USEI-UV-ApI-IdV-MAIE                                            | XVII. (2013)                                         | Giorgio Napolitano (2006-2015)             |
| 28                                   |                                      | Paolo Gentiloni (1954)               | 12. december 2016 | 1. junij 2018     | Demokratska stranka               | Gentiloni                                                                 | PD-NCD/AP-CpE-Demo.S-CD-PSIcon l'appoggio esterno di:ALA-SC-MAIE-SVP-PATT-SA-UV-IdV-UpT-USEI-Mod-LC-LPP                               | XVII. (2013)                                         | Sergio Mattarella (dal 2015)               |
| 29                                   |                                      | Giuseppe Conte (1964)                | 1. junij 2018     | 5. september 2019 | neodvisen (blizu M5S)             | Conte I.                                                                  | M5S-LSP-MAIEcon l'appoggio esterno di:PLI-PSd'Az-MNS                                                                                  | XVIII. (2018)                                        | Sergio Mattarella (dal 2015)               |
| 29                                   | 5. september 2019                    | Giuseppe Conte (1964)                | 13. februar 2021  | Conte II.         | neodvisen (blizu M5S)             | M5S-PD-IV-LeU-MAIE z zunanjo podporo: PSI-CD-SVP-UV-PATT-PP-AP-SF-CpE-Mod | | XVIII. (2018)                                        | Sergio Mattarella (dal 2015)               |
| 30                                   | senza_cornice                        | Mario Draghi (1947)                  | 13. februar 2021  | 22. oktober 2022  | neodvisen                         | Draghi                                                                    | M5S-LSP-FI-PD-IV-Art.1-+Eu-NcI-CDcon l'appoggio esterno di:Az-CI-PSI-UdC-PATT-SVP-CpE-NPSI-GI-èViva-PeC-SF-Mod-PP-PSd'Az-NC-MAIE-USEI | XVIII. (2018)                                        | Sergio Mattarella (dal 2015)               |
| 30                                   |                                      | Giorgia Meloni (1977)                | 22. oktober 2022  | na položaju       | Bratje Italije                    | Meloni                                                                    | Centro-destra FdI, LSP, FI con l'appoggio esterno di: NcI, IaC, CI, UdC, MAIE                                                         | XIX. (2022)                                          | Sergio Mattarella (dal 2015)               |